# Loch Ericht
Il Loch Ericht (in gaelico scozzese: Loch Eireachd) è un lago (loch) di 18,60 km² (22,39 km², secondo un'altra fonte della Scozia centro-settentrionale, situato tra i Monti Grampiani, nell'area amministrativa del Perth e Kinross. È il decimo lago della Scozia per superficie.
Tra le località che si affacciano sul lago, figura il villaggio di Dalwhinnie.

## Geografia
Il lago si trova ai piedi del Ben Arder, ad un'altitudine di 351 m.s.l.m.
È un lago lungo e stretto, che misura 22,3 km in lunghezza ed appena 1,6 km nel punto di massima larghezza. La sua profondità media è di 60,7 m.
Il villaggio di Dalwhinnie si trova nell'estremità settentrionale del lago, nel punto in cui il Loch Ericht incontra il Glen Truim.

## Storia
Nel 1931, fu costruita una diga che trasformò il Loch Ericht in un lago artificiale.

## Fauna
Principale specie di pesce che popola il lago è la trota bruna selvatica.